# Formel 5000

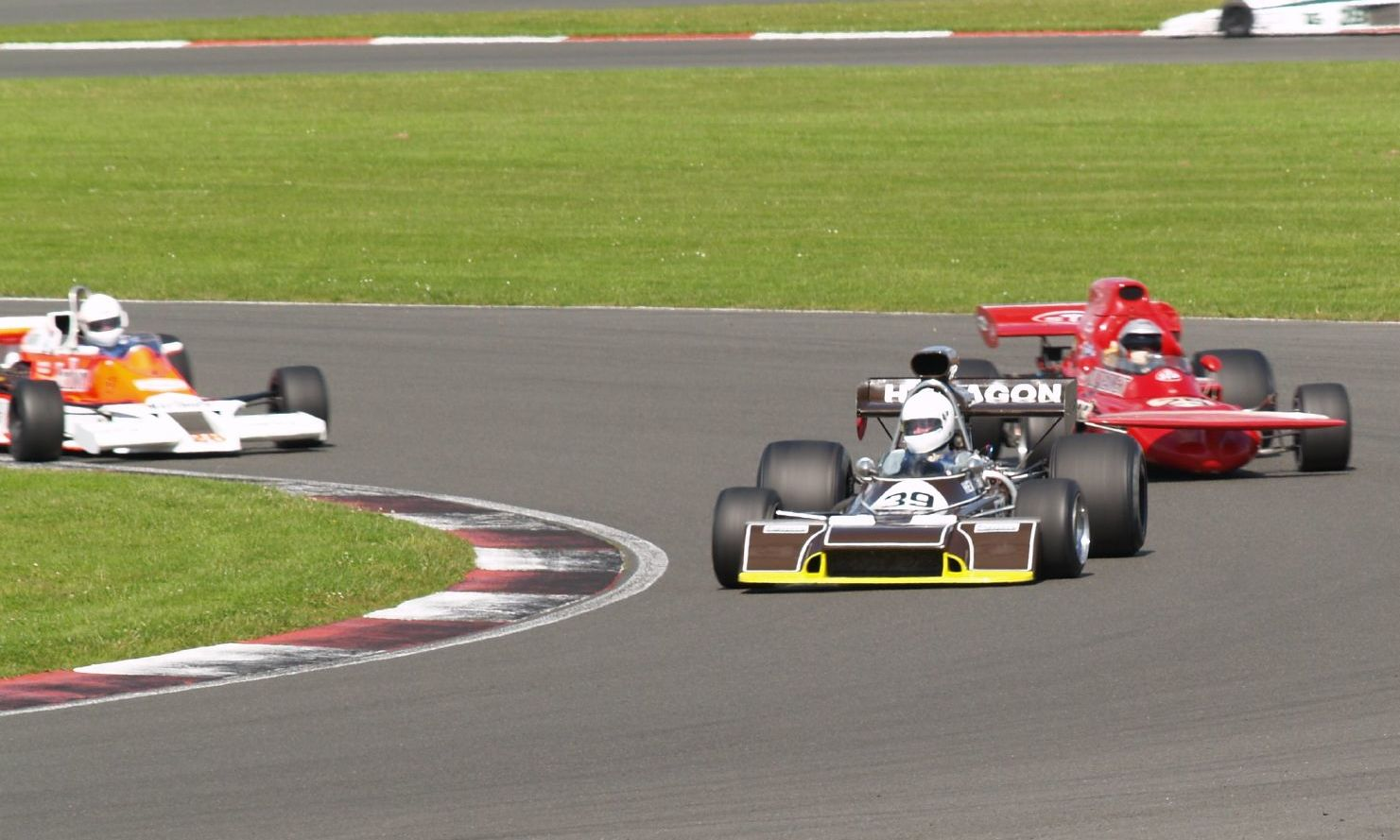
Ein Trojan T101 F5000 führt ein Rennen der BRDC International Trophy beim Silverstone Classic race meeting an. Dahinter mit einem March 711 (rechts) und einem McLaren M26 (links) zwei Formel-1-Fahrzeuge

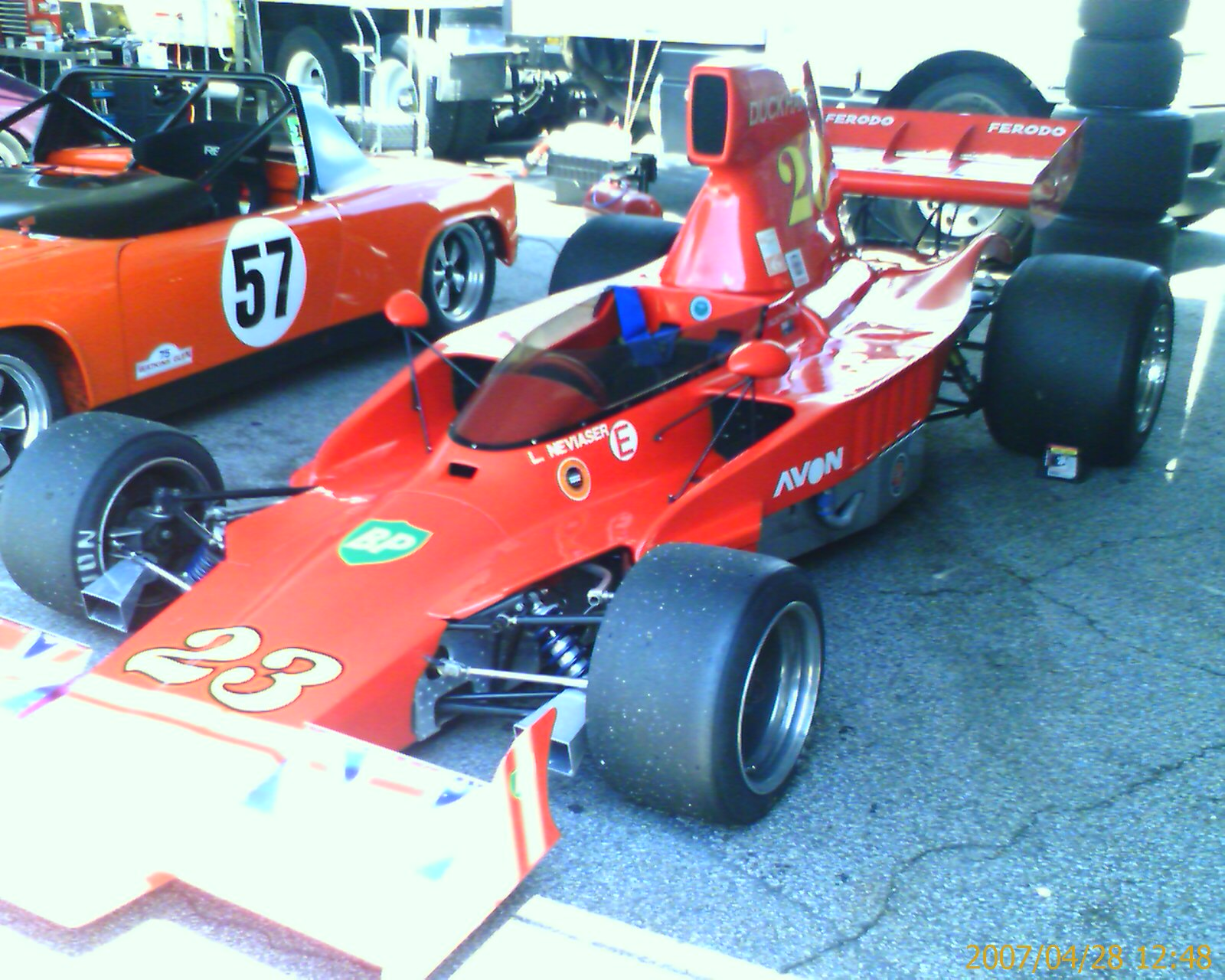
Ein Lola T-332 F5000 von 1974

Die Formel 5000 ist eine ehemalige Automobilsportklasse. Sie hatte ihren Ursprung in den USA und sollte eine kostengünstige Alternative zur Formel 1 darstellen. Ab 1968 wurde in den USA jährlich eine Meisterschaft in dieser Klasse abgehalten, wenig später folgten weitere regionale oder nationale Meisterschaften, darunter eine europäische. Die Formel 5000 konnte sich nicht langfristig etablieren.

## Geschichte
Die Formel 5000 geht auf die US-amerikanische Rennklasse Formel A zurück. 1965 hatte der Sports Car Club of America (SCCA) die Formel A eingeführt, deren Reglement der damaligen Formel 1 entsprach; zugelassen waren also Fahrzeuge mit einem Hubraum von bis zu 3,0 Litern. Die Formel A konnte sich in den USA nicht etablieren. Erst 1967 fand eine reguläre Meisterschaft statt, die allerdings schwach besetzt war. Amerikanische Hersteller hatten keine passenden Motoren, sodass vielfach britische Triebwerke teuer importiert werden mussten. Um das Starterfeld zu vergrößern, ließ der SCCA ab 1968 in der Formel A Motoren mit einem Hubraum von bis zu 5,0 Litern (5000 Kubikzentimeter) zu. Die so erweiterte Klasse sollte in etwa die gleiche Motorleistung wie die Formel 1 bei verringerten Kosten bieten.
Chevrolet hatte einen Rennsportmotor mit 302 Kubikzoll Hubraum im Programm, der in dieses Reglement passte. Gelegentlich waren auch Motoren von Plymouth oder AMC am Start. Ab 1970 waren auch die drei Liter großen Motoren der Formel 1 wieder zugelassen. Trotzdem blieben die US-V8-Motoren dominant. Ab 1974 durften auf Druck des USAC auch 2,65 Liter große V8 mit Turbolader teilnehmen. Die Meisterschaften holten jedoch ausschließlich Chevrolet-Motoren. Das beste Meisterschaftsergebnis eines AMC-Piloten erzielte Mark Donohue, der sich 1973 immerhin Platz drei der Meisterschaft sichern konnte.
Bekannte Piloten dieser Serie waren Mike Hailwood und Trevor Taylor.
Als Chassishersteller waren McLaren, Lotus, Eagle, Lola, March, Chevron und Surtees in der Formel 5000 engagiert.

## Meisterschaften
- SCCA Continental Championship (USA)
- Europäische Formel-5000-Meisterschaft
- Australische Formel-5000-Meisterschaft
- Neuseeländische Formel-5000-Meisterschaft
- Südafrikanische Formel-5000-Meisterschaft

Auch das Reglement der Tasman-Serie und der ihr nachfolgenden Rothmans International Series folgten zeitweise dem Reglement der Formel 5000.

## Vergleich mit der Formel 1
In einigen Formel-1-Rennen ohne Weltmeisterschaftsstatus waren von 1969 bis 1974 ebenfalls F5000-Fahrzeuge zugelassen, sodass hier beide Rennformeln in einem direkten Wettbewerb standen. In den allermeisten Fällen gewannen allerdings die F1-Fahrzeuge, was üblicherweise auch darauf zurückzuführen war, dass in dieser Rennserie die prominenteren, erfahreneren Piloten fuhren. Lediglich bei zwei Ausnahmen konnten F5000-Fahrzeuge die jeweiligen Rennen für sich entscheiden:
- Beim ersten derartigen Rennen, dem Gran Premio de Madrid am 13. April 1969 auf dem Circuito del Jarama, nahmen zwei F1-, zwei F2- und vier F5000-Fahrzeuge teil. Es gewann Keith Holland in einem F5000-Lola-Chevrolet. Den besten Platz eines F1-Fahrzeugs erzielte Tony Dean in einem BRM, der mit einer Runde Rückstand als Dritter ins Ziel kam. In diesem Fall ist das Ergebnis allerdings unschwer auf die geringe Beteiligung am Rennen zurückzuführen.
- Beim Race of Champions in Brands Hatch am 18. März 1973 fanden sich unter den 32 Teilnehmern lediglich 13 Formel-1-Fahrzeuge. Obschon diese Fahrzeuge die Qualifikation mit einer Pole-Position für Jean-Pierre Beltoise für sich entscheiden konnten, arbeitete sich Peter Gethin auf Chevron-Chevrolet als bester F5000-Qualifikant im Rennen von Platz 8 nach vorne und gewann schließlich vor Denis Hulme im McLaren-Cosworth. Als zweitbester F5000-Fahrer folgte Tony Dean auf Platz 5, der lediglich vom 20. Startplatz ins Rennen gegangen war. Gethin war allerdings ein höchst erfahrener Pilot, der bereits 1969 und 1970 den europäischen F5000-Meistertitel gewonnen hatte und zwei Jahre zuvor beim Großen Preis von Italien 1971 zudem selber einen F1-Sieg erzielt hatte.

Im Vergleich mit Formel-1-Fahrzeugen fielen die F5000-Fahrzeuge auch durch einen erhöhten Benzinverbrauch auf. Aus diesem Grund wurden die gemeinsamen Rennen von F1- und F5000-Fahrzeugen üblicherweise mit verkürzten Renndistanzen oder in Form zweier kürzerer Rennen durchgeführt, deren Ergebnisse zu einer Gesamtwertung addiert wurden.